# Березино (Руднянский район)
Березино́ — деревня в Смоленской области России, в Руднянском районе. Расположена в западной части области в 1,5 км к югу от Рудни, правом берегу реки Малая Березина. Население — 792 жителя (2007 год). Административный центр Казимировского сельского поселения. 

## Экономика
Начальная школа, дом культуры, детский сад, магазины, молокоперерабатывающее предприятие.

## Достопримечательности
- Обелиск на братской могиле 48 воинов Советской Армии, погибших в 1941 - 1943 гг.